# Alexandra Walz
Alexandra Walz (30 agosto 1999) è una sciatrice alpina svizzera.

## Biografia
Attiva in gare FIS dal dicembre del 2015, la Walz ha esordito in Coppa Europa il 10 dicembre 2019 a Sankt Moritz in supergigante (52ª). Non ha debuttato in Coppa del Mondo né preso parte a rassegne olimpiche o iridate.

## Palmarès

### Campionati svizzeri
- 1 medaglia:
  - 1 bronzo (supergigante nel 2020)